# Unidos da Ponta do Caju
A Unidos da Ponta do Caju é uma escola de samba da cidade de Paranaguá, no estado brasileiro do Paraná.
A escola foi tricampeã consecutiva na cidade entre 1997 e 1999, vencendo novamente também em 2003.
Entre os seus últimos enredos, destacam-se "A Vida é um eterno processo de sedução e paixão" (2002), "Reverência aos Orixás na Umbanda" (2006), "Luz, câmera, ação! A Ponta canta e conta – o lema é cinema" (2007) e "Aquecimento Global" (2008).
Em 2011, foi rebaixada parao grupo de acesso. Retornou em 2013, após ser campeã da segunda divisão em 2012.
Em 2020, homenageou a co-irmã São Vicente, heptacampeã do Carnaval da cidade, que se encontra inativa desde 2012.